# Långaröds kyrka
Långaröds kyrka är en kyrkobyggnad i samhället Långaröd i Hörby kommun. Den tillhör Hörby församling i Lunds stift.

## Kyrkobyggnaden

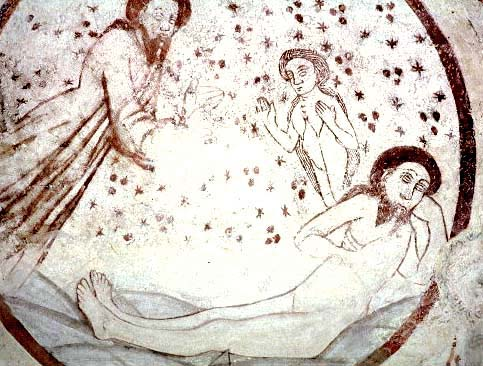
"Gud skapar Eva" i taket av Vittskövlegruppen ca. 1459-1465

Ursprungliga kyrkan av tegel uppfördes på 1200-talet. Valv och valvmålningar, utförda av Vittskövlemästaren, tillkom på 1400-talet. Under samma århundrade byggdes ett vapenhus vid södra sidan. 1630 förlängdes kyrkan åt väster. 1852 gjordes ännu en förlängning mot väster och ett smalt kyrktorn tillkom.

## Orgel
- 1909 byggde Eskil Lundén, Göteborg en orgel med 7 stämmor.
- Den nuvarande orgeln byggdes 1966 av J. Künkels Orgelverkstad AB, Lund och är en mekanisk orgel.

| Huvudverk I    | Svällverk II      | Pedal      | Koppel |
| Koppelflöjt 8' | Gedackt 8´        | Subbas 16´ | I/P    |
| Principal 4'   | Rörflöjt 4'       | Pommer 4'  | II/P   |
| Mixtur 3 chor  | Principal 2'      |            | II/I   |
|                | Crescendosvällare |            |        |